# Olga Iliwicka-Dąbrowska
Olga Iliwicka-Dąbrowska (ur. 23 lipca 1910 w Łodzi, zm. 26 grudnia 1979 w Poznaniu) – polska pianistka i kameralistka oraz profesor i pedagog, laureatka 10. nagrody na III Międzynarodowym Konkursie Pianistycznym im. Fryderyka Chopina w Warszawie w 1937.

## Życiorys

### Kariera pianistki
Urodziła się 23 lipca 1910 w Łodzi. W dzieciństwie, w okresie dwudziestolecia międzywojennego, rozpoczęła naukę gry na fortepianie, kiedy jej rodzina powróciła do Polski po pobycie w Rosji. Wtedy to zaczęła pobierać pierwsze prywatne nauki gry na tym instrumencie u pianisty i pedagoga łódzkiego Antoniego Dobkiewicza. Po otrzymaniu świadectwa dojrzałości w 1928, dalszą naukę pobierała w Wyższej Szkole Muzycznej im. Fryderyka Chopina w Warszawie pod okiem prof. Jerzego Żurawlewa, kończąc ją w 1931 z najwyższym odznaczeniem.
Tuż po ukończeniu Konserwatorium Warszawskiego zadebiutowała w publicznym koncercie z orkiestrą symfoniczną, po którym posypały się pochlebne recenzje prasowe, wzbudzając jednocześnie uznanie publiczności. Było to powodem rozpoczęcia w latach 30. XX wieku szerokiej działalności koncertowej zarówno solowej, jak i kameralnej.
Próbą jej sił artystycznych był debiut na II Międzynarodowym Konkursie Pianistycznym im. Fryderyka Chopina w Warszawie, w 1932, ale nie udało jej się awansować do przesłuchań finałowych, odpadła bowiem po eliminacjach, otrzymując ostatecznie wyróżnienie i dyplom honorowy. Jej występ (13 marca) w recenzji prasowej krytyka muzycznego Mateusza Glińskiego na łamach Ilustrowanego Kuryera Codziennego oceniono raczej krytycznie, pisząc:

Gra p. Olgi Iliwickiej z Warszawy nie odznaczała się wybitnym talentem. Mało w niej bezpośredniości i naturalności. Szopen w interpretacji polskiej współzawodniczki jest zbyt „idealizowany”, zbyt czułostkowy, aby mógł przemówić do słuchaczy pełną miarą niepodejrzanego artyzmu. Wykonawczyni ponadto niebardzo szczęśliwie operowała skalą elementów emocjonalno-dynamicznych. P. Iliwicka ma niewątpliwie ładne uderzenie i spore zadatki na przyszłość, lecz w chwili obecnej nie jest jeszcze w „formie”.

Pięć lat później uczestniczyła w kolejnym, III Konkursie Chopinowskim w Warszawie, gdzie udało jej się awansować do finału, kończąc go na zdobyciu 10. nagrody.
Brała udział w programach muzycznych transmitowanych przez Polskie Radio. W 1934 jako pierwsza uczestniczyła w prawykonaniu Koncertu fortepianowego Adama Tadeusza Wieniawskiego (bratanka Henryka i Józefa Wieniawskich).

### Praca pedagogiczna
Równolegle z działalnością koncertową podjęła pracę pedagogiczną w 1932 w Wyższej Szkole Muzycznej im. Fryderyka Chopina w Warszawie, której swego czasu była absolwentką, jako asystentka prof. Jerzego Żurawlewa, u którego wcześniej studiowała. W okresie 1934–1939 prowadziła na tej uczelni klasę fortepianu.
Po wybuchu II wojny światowej i zawieszeniu działalności Konserwatorium Warszawskiego, udzielała lekcji gry na fortepianie czy też brała udział w występach konspiracyjnych w Warszawie. W czasie trwania powstania warszawskiego w 1944 została zatrzymana i wywieziona na roboty przymusowe do III Rzeszy, z których powróciła do Polski po zakończeniu wojny, podejmując następnie zawieszoną działalność pedagogiczną. Początkowo pracowała w Instytucie Muzycznym w Toruniu, a następnie w Państwowej Wyższej Szkole Muzycznej w Sopocie prowadząc w latach 1948–1954 klasę fortepianu. Pełniła tam również funkcję dziekana Wydziału Instrumentalnego w okresie 1949–1951. Jej wychowankiem był pianista Tadeusz Kerner, a do uczniów i absolwentów należeli m.in. Andrzej Czajkowski, Andrzej Tatarski, Mikołaj Szczęsny, Ewa Kandulska-Jakubczyk, Barbara Miodyńska czy Mirosława Gruszczyńska. Od 1951 związana była z Wyższą Szkołą Muzyczną w Poznaniu. Na uczelni tej w okresie 1966–1979 kierowała katedrą fortepianu.
Była dwukrotnie zamężna. Z pierwszym małżonkiem, malarzem Janem Ignacym Wodyńskim, się rozwiodła, po czym poślubiła kompozytora i pedagoga Floriana Dąbrowskiego. W 1967 była pierwszą wykonawczynią skomponowanego I Koncertu fortepianowego swojego męża Floriana Dąbrowskiego, a w 1970 jego II Koncertu fortepianowego. Warto dodać, że pianistka została upamiętniona na obrazie olejnym, malowanym przez jej pierwszego męża, zatytułowanym „Portret Olgi Iliwickiej, pianistki”, o wymiarach (65 × 75) cm.

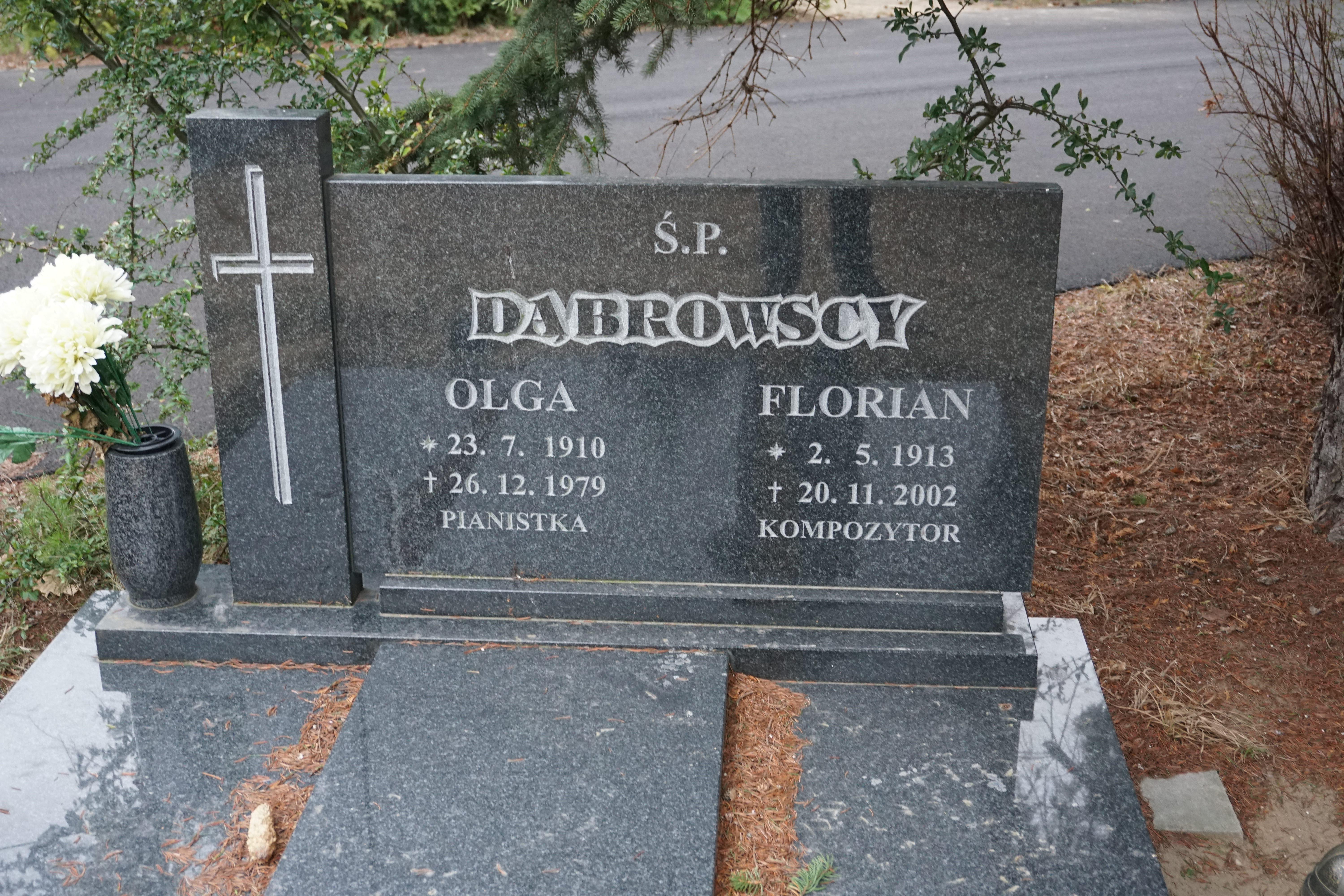
Grób Olgi Iliwickiej-Dąbrowskiej i Floriana Dąbrowskiego na cmentarzu Junikowo w Poznaniu

W 1975 była jurorem na IX Konkursie Chopinowskim w Warszawie, którego zwycięzcą okazał się Krystian Zimerman. Zmarła w Poznaniu 26 grudnia 1979. Ceremonia pogrzebowa odbyła się 29 grudnia, po czym spoczęła na cmentarzu Junikowo w Poznaniu (pole 31, kwatera 5, rząd 12, miejsce 5). Później w grobie tym spoczął również jej mąż Florian Dąbrowski.

## Repertuar
Artystkę wysoko ceniono za interpretacje II Koncertu fortepianowego f-moll op. 21, Fryderyka Chopina; IV Koncertu fortepianowego G-dur op. 58, Ludwiga van Beethovena; Wariacji symfonicznych, Césara Francka; Wariacji b-moll op. 3, Karola Szymanowskiego; parafraz Ferenca Liszta oraz kompozycji Bacha-Liszta; Bacha-Busoniego i Claude Debussy'ego. Krytycy muzyczni w jej grze podkreślali świetną technikę pianistyczną.